# Autographa biloba
Autographa biloba är en fjärilsart som beskrevs av Stephens 1832. Autographa biloba ingår i släktet Autographa och familjen nattflyn. Inga underarter finns listade i Catalogue of Life.

## Bildgalleri

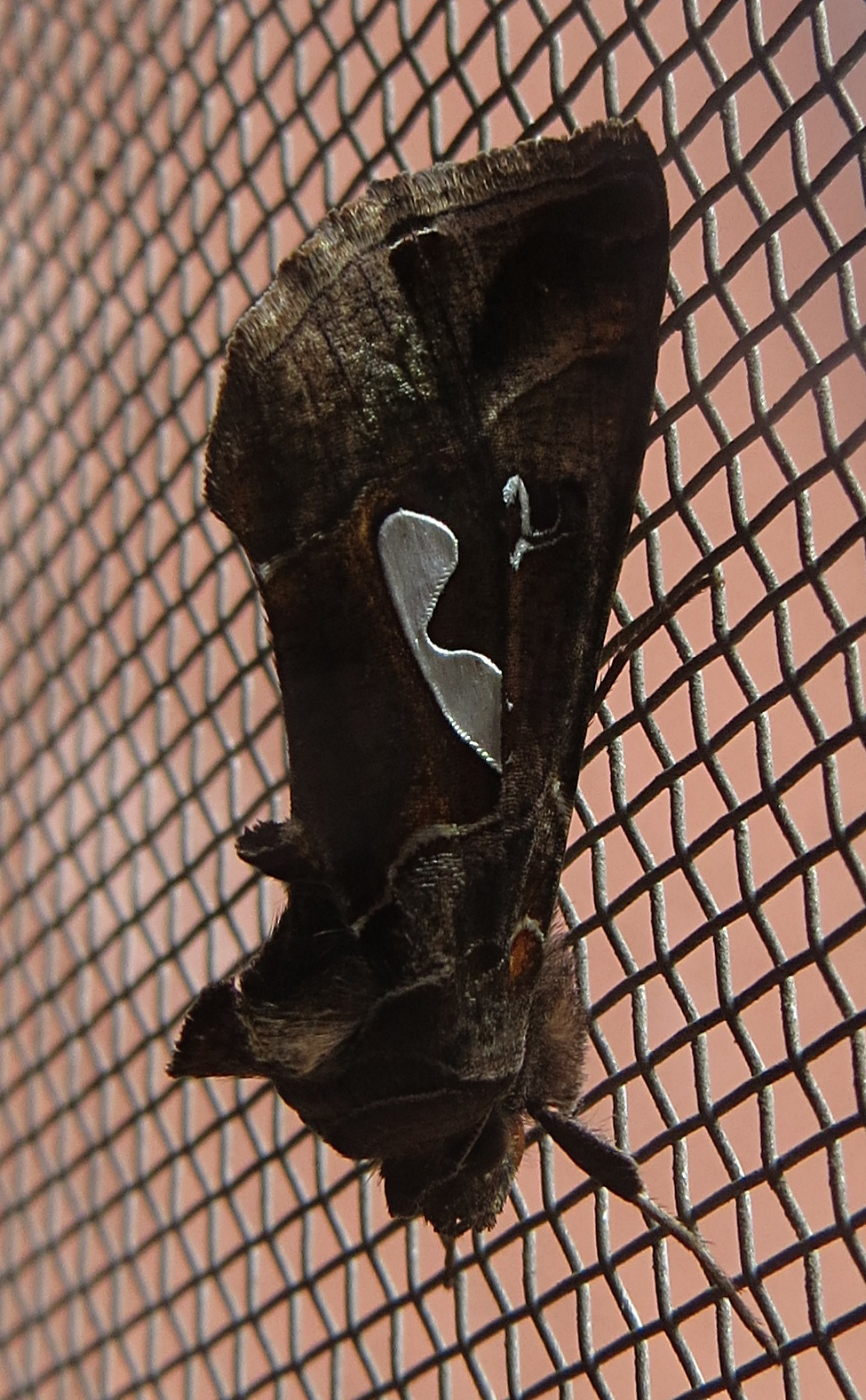